# Frauen für Zellenblock 9
Frauen für Zellenblock 9, noto anche con i titoli internazionali Women in Cellblock 9 e Tropical Inferno, è un film del 1978 diretto da Jesús Franco, di genere sexploitation e women in prison.
Il film, con Howard Vernon e Dora Doll nel ruolo dei carnefici, è il secondo con la giovanissima Susan Hemingway diretto da Franco dopo Confessioni proibite di una monaca adolescente. Uno dei ruoli principali è svolto dalla pornostar francese Karine Gambier.

## Trama
Nell'America del Sud alcune giovani donne legate ai gruppi rivoluzionari vengono catturate da funzionari del regime e sottoposte a efferate torture sadomaso. Riescono a fuggire dalla cella dopo aver simulato un'orgia lesbica per sedurre l'uomo di guardia, che le libera, ma i loro aguzzini le inseguono nella giungla e le uccidono.

## Distribuzione
Il film fu vietato dalla censura italiana (che considerò l'opera, presentata col titolo Braccio 9 - Violentate senza pietà, «un'ingiustificata e ingiustificabile serie di atti di violenza anche visiva a sfondo sadomasochistico, che sotto tale profilo non appare suscettibile di tagli visto che la stessa nel suo complesso costituisce esaltazione della tortura e della violenza») e da quella britannica, la quale ne proibì nel 2004 l'edizione home-video per «l'erotizzazione della violenza sessuale e la descrizione impudica di una minorenne», Susan Hemingway, sedicenne all'epoca delle riprese.